# H. R. Haldeman
Harry Robbins Haldeman, conocido como H. R. Haldeman e informalmente como Bob Haldeman (Los Ángeles, California; 27 de octubre de 1926-Santa Bárbara, California; 12 de noviembre de 1993), fue un hombre de negocios y político estadounidense, más conocido por haber sido Jefe de Gabinete en el gobierno de Richard Nixon y por su papel en los sucesos que llevaron al Escándalo Watergate; por el cual fue encarcelado por 18 meses. Durante su estancia en la Casa Blanca lo apodaron "The Brush" por su distintivo corte de cabello.

## Primeros años
Haldeman nació en Los Ángeles, California de padres prominentes. Su padre (quien fundó y dirigió una compañía de suministros para calefactores y refrigeradores), aportó tiempo y apoyo financiero a los políticos republicanos locales, mientras que su madre Betty fue voluntaria durante mucho tiempo del Ejército de Salvación y otras organizaciones filantrópicas. El joven Haldeman y sus hermanos Tom y Betsy fueron criados dentro de la fe de la Ciencia Cristiana. Era descrito por sus amigos como "derecho como una flecha," por su franqueza. Bromeaba acerca de su cabello (flat-top) de sus primeros años de escuela, disfrutaba discutir sobre ética, y llegó a alcanzar el rango de Scout Águila en los Boys Scouts. Acudió a la escuela Beverly Hills High School, donde conoció a su futura esposa Jo (Joanne) Horton. Se casaron en 1949.

## Juventud
Haldeman asistió a la escuela Beverly Hills High School, donde conoció a su futura esposa Jo (Joanne) Horton (se casaron en 1949). Después asistió a la Universidad de Redlands y a USC. Dejó los estudios para unirse al ejército como reservista naval en la Segunda Guerra Mundial; ya como veterano de guerra continuó sus estudios y se graduó de UCLA en 1948, donde fue miembro de la fraternidad Beta Theta Pi. Fue en UCLA donde conoció a su amigo y después colega en la administración Nixon, John Ehrlichman. Después de graduarse de la universidad en 1949, Haldeman pasó los siguientes 20 años trabajando para la compañía J. Walter Thompson. Fue ejecutivo de publicidad tanto en Nueva York como en Los Ángeles, donde llegó a ser vicepresidente de las oficinas en California.

## Actividad política
Haldeman había admirado a Richard Nixon desde hacía algún tiempo (fue durante 1948 cuando Nixon ganó notoriedad en su investigación en el Comité de Actividades Antiamericanas siendo congresista, en el caso de espionaje que se seguía en contra de Alger Hiss y sus supuestas conexiones comunistas). Nixon y Haldeman se conocieron durante la década de los años 1950. En 1952, el padre de Haldeman fue uno de los contribuyentes en la campaña privada de Nixon para recaudar fondos que casi arruinó su lugar como vicepresidente en la fórmula política de Eisenhower (Eisenhower fue presionado para quitar a Nixon de la vicepresidencia por líderes tanto republicanos como demócratas). El joven Haldeman trabajó como hombre de avanzada en la campaña de Nixon de 1956 por la vicepresidencia y en las infructuosas campañas de 1960 (por la Presidencia de Estados Unidos, la cual perdió contra John F. Kennedy) y 1962 (por la gobernación de California, la cual perdió contra el entonces gobernador Pat Brown).
Además trabajó en la exitosa campaña de Nixon por la Presidencia como Jefe de Personal. Se le acreditó el manejo de una imagen pública más revitalizada de Richard Nixon, utilizando su previa experiencia como publicista. A la hora de presentar a un "nuevo Nixon" al electorado, Haldeman entendió que la existencia de medios electrónicos permitía limitar los agotadores viajes del pasado a un puñado de estados de la Unión. Sabiendo que Nixon tenía tendencia a aparecer balbuceante cuando se sentía fatigado, aligeró su agenda de viajes e intensificó sus apariciones en la televisión nacional, obteniendo como resultado un candidato más descansado y relajado que no perdió el control sobre el mensaje.
Nixon nombró a Haldeman como su primer Jefe de Gabinete.

## Estancia en la Casa Blanca
Cuando fue hecho público su nombramiento como Jefe de Gabinete, Robert Rutland (un amigo personal muy cercano y un eminente especialista en estudios presidenciales), exhortó a  Haldeman a comenzar a llevar un diario para llevar un registro de los acontecimientos más importantes de cada día y el punto de vista de Haldeman acerca de ellos. Haldeman tomó en cuenta su sugerencia comenzando a llevar una bitácora diaria y manteniéndola durante toda su estadía en la Casa Blanca (desde el 18 de enero de 1969, hasta el 30 de abril de 1973)  La transcripción del texto completo de los diarios es de casi 750,000 palabras.
Fue el menos visible pero el más poderoso hombre de todos los que rodeaban al Presidente. Raramente se dejaba fotografiar o ver en público en los acontecimientos sociales que tenían lugar en la Casa Blanca, pero era cada día el que más temprano llegaba a la residencia presidencial, y el que más tarde se marchaba. Ejerció un fuerte poder que fluía directamente de su cercanía con el presidente, y su control sobre todas las personas y trabajos del gabinete presidencial. Severo en su aspecto físico, y adusto y cortante en su carácter, desalentó a los Senadores republicanos y a los miembros del gabinete por las dificultades que ponía para concertar citas con Nixon.
Haldeman junto con Ehrlichman eran conocidos como "Los Alemanes" por otros empleados a forma de juego por sus apellidos alemanes, pero sobre todo fueron conocidos como "el Muro de Berlín," por su propensión compartida de alejar a todos los demás de Nixon y prácticamente servir como sus "porteros". Llegaron a ser los ayudantes más leales y confiables de Nixon durante su presidencia. Ambos eran despiadados al proteger lo que ellos consideraban eran los mayores intereses de Nixon. Haldeman alguna vez comentó que estaba orgulloso de ser llamado "el hijo de perra de Richard Nixon", y jamás huyó al despedir a otros miembros del gabinete de Nixon.

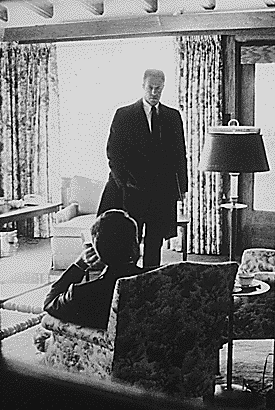
Haldeman con Nixon, 21 de noviembre de 1972.

## Implicación en el Caso Watergate
Haldeman fue uno de los muchos personajes clave en el Escándalo Watergate. La inexplicable laguna de los 18 y 1/2 minutos en las grabaciones de Nixon en el Despacho Oval sucedió  cuando "accidentalmente" fue borrada una discusión, la cual incluía a Nixon y a Haldeman. Después de un testimonio muy costoso por parte del Consejero de la Casa Blanca John Dean, que había negociado con el Departamento de Justicia para obtener la inmunidad a cambio de sus declaraciones, Nixon pidió las renuncias de Haldeman y Ehrlichman en lo que fue descrito como un alarga y emotiva reunión en Camp David.  Dean fue despedido y las renuncias fueron anunciadas el 30 de abril de 1973.  Se ha afirmado en reportes nunca confirmados (ni por Nixon , ni por Haldeman), que después de anunciar las renuncias, Haldeman llamó a Nixon y en un intercambio emotivo, Nixon terminó afirmando lo sigiuiente: "Te quiero, ya lo sabes.....como a un hermano". En la víspera de la renuncia de Nixon, Haldeman lo exhortó a que emitiera un perdón completo para él, junto con un perdón completo para todas las personas que evadieron el servicio militar para evitar ir a la Guerra de Vietnam. Argumentó que perdonando a los que evadieron ir a Vietnam, quitaría algo de presión de encima de Haldeman. Nixon se negó a hacerlo.
Haldeman jamás lo supo, pero su hermano de la fraternidad Beta Theta Pi de UCLA, W. Mark Felt (también conocido como Garganta Profunda), fue quien reveló el escándalo Watergate. 
El 1 de enero de 1975, Haldeman fue declarado culpable de conspiración y obstrucción de la justicia, y sentenciado a 18 meses de prisión, los cuales los pasó en la Prisión Federal de Lompoc. 

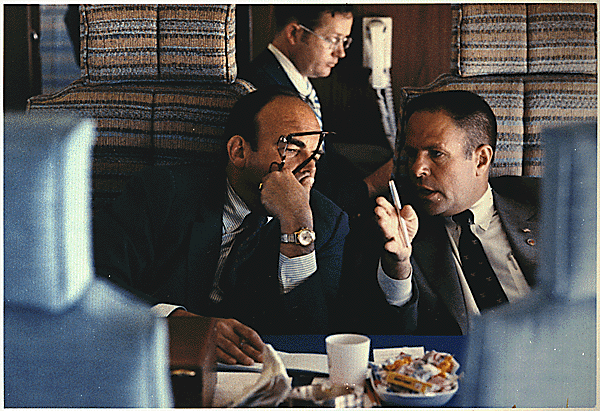
"El Muro de Berlín" de Ehrlichman y Haldeman el 27 de abril de 1973, tres días antes de que se les pidiera renunciar.

## Vida después de la Casa Blanca
En los años posteriores a su estancia en la Casa Blanca, tuvo éxito como hombre de negocios, siendo sus principales intereses las áreas de hotelería, bienes raíces y restaurantes en Florida, entre otras inversiones. También fue un consultor exitoso en muchas compañías que recién comenzaban.
En 1978, coescribió el libro titulado The Ends of Power con Joseph Di Mona, en el cual aceptó la responsabilidad por fomentar la atmósfera en la cual floreció el escándalo Watergate; contrario con Ehrlichman, quién jamás perdonó a Nixón ya que no lo exoneró (tampoco a Haldeman) de la participación de ambos en Watergate.  En el libro se habla de un encubrimiento de la CIA en varios actos dañinos para la agencia, incluidos los relacionados con el asesinato de Kennedy.  Usando esta información, el director Oliver Stone, en su película de 1995 llamada Nixon, especuló que los 18 y 1/2 minutos perdidos de las cintas de la Oficina Oval pudieran haber contenido una conversación acerca del encubrimiento del asesinato de Kennedy. En The Ends of Power, Haldeman afirmó que cuando Nixon le pidió que le informara al FBI que la investigación Watergate pudiera "abrir lo de Bahía de Cochinos" como se puede escuchar en las cintas difundidas, en realidad Nixon se refería al asesinato de Kennedy.
El 12 de noviembre de 1993, Haldeman falleció por causas no hechas públicas (a veces se reportó que padecía cáncer abdominal), en su casa de Santa Bárbara (California). Sus restos fueron cremados y esparcidos en un sitio no dado a conocer. Le sobrevive su esposa con quien estuvo casado por 45 años, Jo, y sus cuatro hijos - Susan, Harry (Hank), Peter, y Ann. Sobre su muerte, Richard Nixon emitió la siguiente declaración, "He conocido a Bob Haldeman como un hombre con una inteligencia, fuerza, integridad y coraje poco comunes....jugó un papel indispensable en tiempos turbulentos en los que nuestra administración emprendió iniciativas de muy amplio alcance tanto locales como en el extranjero." 
Los diarios de Haldeman en la Casa Blanca fueron publicados como Los Diarios Haldeman en 1994.  Los Diarios Haldeman incluyen un prefacio y un epílogo del notable historiador Stephen E. Ambrose.